# 7032 Hitchcock
A 7032 Hitchcock (ideiglenes jelöléssel 1994 VC2) a Naprendszer kisbolygóövében található aszteroida. Yoshisada Shimizu és Urata Takesi fedezte fel 1994. november 3-án.
Nevét Alfred Hitchcock (1899–1980) angol filmrendező után kapta.